# Chiesa di San Nicandro Martire
La chiesa di San Nicandro Martire è un edificio religioso 
a Minturno, situato nella frazione di Tremensuoli.

## Storia
La chiesa è di costruzione medievale o rinascimentale. È possibile che la costruzione della chiesa abbia avuto inizio nel X secolo, ma non ci sono prove concrete a sostegno di questa ipotesi. La datazione più comunemente accettata è il XVI secolo, basata su una serie di fattori, tra cui il suo stile architettonico. La mancanza di evidenze archeologiche non provano una costruzione precedente nel Basso Medioevo o alla fine dell'Alto medioevo.
Tuttavia, è anche possibile che la chiesa sia stata costruita in più fasi, con un primo nucleo risalente al X secolo ed un ampliamento o una ricostruzione nel periodo tardo medievale. In questo caso, è possibile che sia stata costruita prima dell'anno mille.
Occorrerebbe comunque un'indagine archeologica più approfondita per poter stabilire con certezza la data di costruzione della chiesa.
In ogni caso, nonostante le sue origini siano oscure e incerte, si ritiene che sia sorta con lo stesso nucleo di Tremensuoli essendo menzionata nel Codex Diplomaticus Cajetanus, facendo risalire la sua effettiva ricostruzione al XII secolo, quando nel 1163 il conte Riccardo dell'Aquila donò al monastero di Sant'Angelo di Gaeta la chiesa di San Nicandro Martire, dell'allora territorio di Traetto.
La chiesa, inoltre, è stata la prima ed unica chiesa parrocchiale fino al 1931, titolare della giurisdizione del litorale scaurese.

## Descrizione
Di stile architettonico romanico, la chiesa è costruita in pietra calcarea ed ha una pianta a croce latina. La facciata è divisa in due parti da un timpano. Il portale principale è sormontato da una lunetta.
L'interno della chiesa è a tre navate. La navata centrale è più alta delle navate laterali. Il soffitto della navata centrale è a volta a crociera. Le navate laterali sono coperte da volte a botte.